# Galleonosaurus
Galleonosaurus ("galeonový ještěr", podle tvaru jeho čelistní kosti) byl rod menšího ornitopodního dinosaura z kladu Elasmaria, žijící v období spodní křídy (pozdní barrem, asi před 125 miliony let) na území dnešní jižní Austrálie (stát Victoria, oblast Gippsland).

## Paleoekologie
Fosilie byly objeveny v sedimentech souvrství Wonthaggi (geologická formace Strzelecki Group). Ornitopodního dinosaura formálně popsal tým australských paleontologů v březnu roku 2019.
Výzkum sedimentů ze souvrství Wonthaggi ukázal, že v době existence dinosaurů (raná křída) zde panovalo velmi vlhké a teplé podnebí, podobné scénáři přechodného "skleníkového světa". V této době také dochází k významným změnám ve vegetačním spektru daných ekosystémů.